# Кино през 2014 година
Това е списък на събития, свързани със киното през 2014 година.

## Събития

### Церемонии по връчване на награди
- 12 януари – 71-вите награди Златен глобус в Бевърли Хилс.
- 16 февруари – 67-ите награди на БАФТА в Лондон.
- 23 февруари – 18-ите награди Сателит в Лос Анджелис.
- 28 февруари – 39-ите награди Сезар в Париж.
- 1 март – 34-тите награди Златна малинка в Санта Моника.
- 2 март – 86-ите награди Оскар в Лос Анджелис.
- 30 март – 19-ите награди Емпайър в Лондон.
- 26 юни – 40-ите награди Сатурн в Бърбанк.
- 13 декември – 27-ите Европейски филмови награди в Рига.

### Кинофестивали
- 16 – 26 януари – Сънданс 2014 в Парк Сити.
- 6 – 16 февруари – 64-ти фестивал Берлинале в Берлин.
- 6 – 23 март – София Филм Фест 2014 в София.
- 14 – 25 май – 67-и фестивал в Кан.
- 27 август – 6 септември – 71-ви фестивал в Венеция.
- 4 – 14 септември – 39-и фестивал в Торонто.

## Най-касови филми
| №   | Заглавие                                      | Филмово студио                                      | Приходи        |
| --- | --------------------------------------------- | --------------------------------------------------- | -------------- |
| 1.  | „Трансформърс: Ера на изтребление“            | Paramount Pictures                                  | $1 104 039 076 |
| 2.  | „Хобит: Битката на петте армии“               | Уорнър Брос / New Line Cinema / Метро-Голдуин-Майер | $955 071 340   |
| 3.  | „Пазители на Галактиката“                     | Marvel Studios                                      | $774 176 600   |
| 4.  | „Господарка на злото“                         | Walt Disney Pictures                                | $758 410 378   |
| 5.  | „Игрите на глада: Сойка-присмехулка – част 1“ | Lionsgate Films                                     | $752 100 229   |
| 6.  | „Х-Мен: Дни на отминалото бъдеще“             | 20th Century Fox                                    | $748 121 534   |
| 7.  | „Завръщането на първия отмъстител“            | Marvel Studios                                      | $714 766 572   |
| 8.  | „Невероятният Спайдър-Мен 2“                  | Columbia Pictures                                   | $708 982 323   |
| 9.  | „Зората на планетата на маймуните“            | 20th Century Fox                                    | $708 835 589   |
| 10. | „Интерстелар“                                 | Paramount Pictures / Уорнър Брос                    | $672 720 017   |

## Награди
| Категория           | 72-ри награди Златен глобус 11 януари 2015 | 72-ри награди Златен глобус 11 януари 2015 | 68-и награди на БАФТА 8 февруари 2015 | 87-и награди Оскар 22 февруари 2015  |
| Категория           | Драма                                      | Мюзикъл или комедия                        | 68-и награди на БАФТА 8 февруари 2015 | 87-и награди Оскар 22 февруари 2015  |
| ------------------- | ------------------------------------------ | ------------------------------------------ | ------------------------------------- | ------------------------------------ |
| Филм                | „Юношество“                                | „Гранд Хотел Будапеща“                     | „Юношество“                           | „Юношество“                          |
| Актьор              | Еди Редмейн „Теорията на всичко“           | Майкъл Кийтън „Бърдмен“                    | Еди Редмейн „Теорията на всичко“      | Еди Редмейн „Теорията на всичко“     |
| Актриса             | Джулиан Мур „Все още Алис“                 | Ейми Адамс „Големи очи“                    | Джулиан Мур „Все още Алис“            | Джулиан Мур „Все още Алис“           |
| Режисьор            | Ричард Линклейтър „Юношество“              | Ричард Линклейтър „Юношество“              | Ричард Линклейтър „Юношество“         | Алехандро Гонсалес Иняриту „Бърдмен“ |
| Поддържащ актьор    | Джей Кей Симънс „Камшичен удар“            | Джей Кей Симънс „Камшичен удар“            | Джей Кей Симънс „Камшичен удар“       | Джей Кей Симънс „Камшичен удар“      |
| Поддържаща актриса  | Патриша Аркет „Юношество“                  | Патриша Аркет „Юношество“                  | Патриша Аркет „Юношество“             | Патриша Аркет „Юношество“            |
| Адаптиран сценарий  | „Бърдмен“ Алехандро Гонсалес Иняриту       | „Бърдмен“ Алехандро Гонсалес Иняриту       | „Теорията на всичко“ Антъни Маккартън | „Игра на кодове“ Греъм Мур           |
| Оригинален сценарий | „Бърдмен“ Алехандро Гонсалес Иняриту       | „Бърдмен“ Алехандро Гонсалес Иняриту       | „Гранд Хотел Будапеща“ Уес Андерсън   | „Бърдмен“ Алехандро Гонсалес Иняриту |
| Чуждестранен филм   | „Левиатан“                                 | „Левиатан“                                 | „Ида“                                 | „Ида“                                |
| Анимационен филм    | „Как да си дресираш дракон 2“              | „Как да си дресираш дракон 2“              | „LEGO: Филмът“                        | „Героичната шесторка“                |

## Починали
- 15 януари – Роджър Лойд-Пак
- 31 януари – Миклош Янчо
- 1 февруари – Максимилиан Шел
- 2 февруари – Филип Хофман
- 10 февруари – Шърли Темпъл
- 24 февруари – Харолд Реймис
- 1 март – Ален Рене
- 21 март – Джеймс Ребхорн
- 6 април – Мики Руни
- 29 април – Боб Хоскинс
- 2 май – Ефрем Зимбалист младши
- 14 юни – Сам Кели
- 24 юни – Илай Уолък
- 30 юни – Боб Хейстингс
- 19 юли – Джеймс Гарнър
- 19 юли – Скай Маккоул Бартусяк
- 11 август – Робин Уилямс
- 12 август – Лорън Бекол
- 24 август – Ричард Атънбъро
- 19 ноември – Майк Никълс
- 18 декември – Вирна Лизи
- 30 декември – Луис Рейнър